# Greg Rutherford
Gregory („Greg“) James Rutherford MBE (* 17. November 1986 in Milton Keynes) ist ein britischer Bobfahrer und ehemaliger Leichtathlet. Bekannt wurde er hauptsächlich als Weitspringer. Er hält mit 8,51 m den britischen Rekord. 2012 gewann er bei den Olympischen Spielen im Weitsprung die Goldmedaille.

## Leben
Greg Rutherford ist der Urenkel des englischen Fußballnationalspielers Jock Rutherford. Obwohl Aston Villa an Greg als Fußballspieler interessiert war, als er 14 Jahre alt war, entschied er sich für die Leichtathletik. Sein Leichtathletik-Verein ist der Marshall Milton Keynes Athletics Club. Er wird dort zum Beispiel von Frank Attoh trainiert. Trainiert wird Rutherford auch von Dan Pfaff.
In seinem Garten hat Greg Rutherford zusammen mit seinem Vater eine zweibahnige 52 Meter lange Weitsprunganlage gebaut.
Greg Rutherford ist verheiratet und hat zwei Söhne und eine Tochter.

## Erfolge

### Leichtathletik
2005 gewann der 18-Jährige die britische Meisterschaft im Weitsprung als jüngster, dem dies je gelang. Im selben Jahr siegte er bei den Junioreneuropameisterschaften in Kaunas mit 8,14 m und stellte damit einen britischen Juniorenrekord auf. Bei den Europameisterschaften 2006 im Göteborger Ullevi-Stadion gewann er mit 8,13 m die Silbermedaille sowie in Norwich erneut die britische Weitsprungmeisterschaft (mit 8,26 m, einem Zentimeter unter dem damaligen britischen Rekord von Christopher Tomlinson). Bei den Olympischen Spielen 2008 im Pekinger Nationalstadion erreichte er zwar mit 8,16 m als drittbester beider Qualifikationsgruppen das Finale, erreichte dort jedoch mit 7,84 m bei nur zwei gültigen Versuchen bloß den zehnten Platz. Er war gesundheitlich angeschlagen: Einen Tag nach der Abschlussfeier wurde er mit Mandel-, Nieren- und Lungenentzündung in ein Krankenhaus eingeliefert. Einen neuen britischen Rekord sprang er bei den Weltmeisterschaften 2009 im Berliner Olympiastadion mit seinem Sprung von 8,30 m bei 0,50 m/s Gegenwind in der Qualifikation. Der Rekord hielt bis zum 8. Juli 2011, als Christopher Tomlinson ihn sich mit 8,35 m beim Meeting Areva zurückholte. Bei den Commonwealth Games 2010 im Jawaharlal Nehru Stadium in Neu-Delhi wurde Greg Rutherford mit 8,22 m Zweiter hinter Fabrice Lapierre. Im Juni 2011 gewann er die Weitsprungkonkurrenz beim Prefontaine Classic (Teil der Diamond League) im Hayward Field in Eugene mit 8,32 m vor Godfrey Khotso Mokoena, allerdings mit 2,1 m/s Rückenwind, weshalb seine dortige Weite nicht als britischer und persönlicher Rekord zählte. Im Mai 2012 egalisierte er mit 8,35 m in Chula Vista den britischen Rekord Tomlinsons und wurde im April 2014, ebenfalls in Chula Vista, mit 8,51 m alleiniger britischer Rekordhalter.
Rutherfords erster internationaler Titel war der Olympiasieg mit 8,31 m bei den Spielen 2012 in London. In den Folgejahren holte er sowohl bei den Europameisterschaften 2014 in Zürich mit 8,29 m, den Weltmeisterschaften 2015 in Peking mit 8,41 m sowie den Europameisterschaften 2016 in Amsterdam mit 8,25 m den Titel. Das Diamond Race der Diamond League 2015 gewann er ebenfalls. Bei den Olympischen Spielen 2016 in Rio de Janeiro errang er im Weitsprungwettbewerb mit 8,29 m hinter dem US-Amerikaner Jeff Henderson (8,38 m) und dem Südafrikaner Luvo Manyonga (8,37 m) die Bronzemedaille.
Seine Weitsprungbestweite in der Halle liegt bei 8,26 m, die er am 5. Februar 2016 in Albuquerque bei einem Hallen-Meeting sprang. Er verbesserte damit den nationalen Rekord von Christopher Tomlinson aus dem Jahre 2008. Seine Bestzeit im 100-Meter-Lauf liegt bei 10,26 s, aufgestellt am 18. September 2010 bei den Great North CityGames in Gateshead, einem Länderkampf zwischen England und Australien. Im 60-Meter-Lauf in der Halle liegt seine Bestzeit bei 6,68 s, die er am 21. Februar 2009 in Birmingham lief.
Im Juni 2018 kündigte Rutherford an, seine Leichtathletikkarriere im Sommer des Jahres zu beenden. Er plane, zum Bahnradsport zu wechseln.

### Bobsport
Im Januar 2022 gab er als Anschieber von Lamin Deen sein Debüt im Bob-Weltcup. Im selben Monat nahm er im Viererbob für Großbritannien mit Lamin Deen, Sam Blanchet und Luke Dawes an der Bob-Europameisterschaft in St. Moritz teil. Das Team wurde 13. von 16 Teilnehmern.

## Auszeichnungen
- 2013: Member (MBE) of the Order of the British Empire[7]
- 2013: Ehrendoktorwürde der Sportwissenschaften von der University of Bedfordshire
- 2015: Europas Leichtathlet des Jahres, Auszeichnung der European Athletic Association (EAA)
- 2018: Europas Leichtathlet des Jahres, Lifetime Achievement Award der EAA[8]